# Centrodera dayi
Centrodera dayi är en skalbaggsart som beskrevs av John Henry Leech 1963. Centrodera dayi ingår i släktet Centrodera och familjen långhorningar. Inga underarter finns listade.